# 1966 في بلجيكا
فيما يلي قوائم الأحداث التي وقعت خلال عام 1966 في بلجيكا.

## رياضة
- 12 يونيو – جائزة بلجيكا الكبرى 1966 الفائز جون سورتيس.

## مواليد

### فبراير
- 19 فبراير – إنزو شيفو لاعب كرة قدم بلجيكي.[1]
- 25 فبراير – مارك إيمرز لاعب كرة قدم بلجيكي.[2]

### مارس
- 5 مارس – ماريو دي كليرك
- 11 مارس – ستيفان ديمول لاعب كرة قدم بلجيكي.[3]

### يوليو
- 1 يوليو – فرانك دي بليكير حكم كرة قدم بلجيكي.
- 2 يوليو – بيتر دي كليرك درّاج طريق بلجيكي.
- 9 يوليو – إيميلي نوثومب

## وفيات

### يونيو
- 20 يونيو – جورج لومتر (مواليد 1894)[4]

### ديسمبر
- 5 ديسمبر – سيلفير مايس (مواليد 1909) درّاج طريق بلجيكي.